# Junction (Texas)
Junction es una ciudad ubicada en el condado de Kimble en el estado estadounidense de Texas. En el Censo de 2010 tenía una población de 2.574 habitantes y una densidad poblacional de 431,72 personas por km².

## Geografía
Junction se encuentra ubicada en las coordenadas 30°29′27″N 99°46′24″O / 30.49083, -99.77333. Según la Oficina del Censo de los Estados Unidos, Junction tiene una superficie total de 5.96 km², de la cual 5.95 km² corresponden a tierra firme y (0.26%) 0.02 km² es agua.

## Demografía
Según el censo de 2010, había 2.574 personas residiendo en Junction. La densidad de población era de 431,72 hab./km². De los 2.574 habitantes, Junction estaba compuesto por el 89.43% blancos, el 0.16% eran afroamericanos, el 0.89% eran amerindios, el 0.19% eran asiáticos, el 0.04% eran isleños del Pacífico, el 8.12% eran de otras razas y el 1.17% pertenecían a dos o más razas. Del total de la población el 33.14% eran hispanos o latinos de cualquier raza.